# 新田川 (神奈川県)
新田川（あらたがわ）は、神奈川県秦野市を流れる普通河川である。

## 地理
神奈川県秦野市菩提の岳ノ台南西斜面に源を発し南西に流れ、秦野市菩提下山内の四山橋付近で葛葉川本沢と合流し葛葉川となる。